# Onde de Bloch
Pour les articles homonymes, voir Bloch.
Les ondes de Bloch, ainsi nommés en l'honneur de Félix Bloch, sont les fonctions d'ondes décrivant les états quantiques des électrons soumis à un potentiel périodique. C'est notamment le cas du cristal parfait infini, les électrons sont soumis à un potentiel périodique ayant la symétrie de translation des atomes constituant le cristal.

## Le théorème de Bloch

### Énoncé
Le théorème de Bloch donne les solutions de l'équation de Schrödinger indépendante du temps pour un potentiel donné périodique.
Théorème de Bloch — Soit {\displaystyle V(x)} un potentiel de périodicité {\displaystyle x_{0}}, c.-à-d. tel que {\displaystyle V(x+x_{0})=V(x)}
Alors, il existe une base de solution de l'équation de Schrödinger de la forme :
où {\displaystyle u_{\vec {k}}(x)} est une fonction de période {\displaystyle x_{0}}, c'est-à-dire {\displaystyle u_{\vec {k}}(x+x_{0})=u_{\vec {k}}(x)} et l'indice {\displaystyle {\vec {k}}} permet de différencier les différents états propres correspondant à une même énergie {\displaystyle E_{k}}
Ces fonctions d'onde sont appelées les fonctions d'ondes de Bloch.

#### Autre formulation
Théorème de Bloch — Soit {\displaystyle T_{\vec {R}}} l'opérateur de translation d'un vecteur du réseau de Bravais.
Si le potentiel est périodique en {\displaystyle {\vec {R}}} alors pour tout {\displaystyle |\psi \rangle } vecteur propre de {\displaystyle {\hat {H}}} il existe un vecteur {\displaystyle {\vec {k}}=\sum _{j=1}^{3}{\frac {m_{j}}{N_{j}}}{\vec {b}}_{j}} (où les {\displaystyle {\vec {b}}_{j}} sont les vecteurs primitifs du réseau réciproque) tel que {\displaystyle T_{\vec {R}}|\psi \rangle =e^{i{\vec {k}}\cdot {\vec {R}}}|\psi \rangle }.

### Application à un cristal parfait
Dans un cristal parfait infini, les potentiels possèdent la périodicité du réseau cristallin. Le théorème de Bloch permet d'obtenir les états propres d'énergie d'un électron dans ce réseau.
Si nous baptisons par {\displaystyle |\Psi _{J}\rangle } les états propres du hamiltonien et {\displaystyle |R_{n}\rangle } les états propres de chaque potentiel localisé au nœud {\displaystyle R_{n}} du réseau, alors nous avons
Soit {\displaystyle T_{R}} l'opérateur de translation de {\displaystyle R}. Si {\displaystyle R} appartient au réseau, alors {\displaystyle H} et {\displaystyle T_{R}} commutent et ont donc les mêmes sous-espaces propres.
En utilisant la propriété d'invariance de la norme des états propres par translation d'une période entière du réseau cristallin et la propriété de combinaison des translations, on obtient les valeurs propres de {\displaystyle T_{R}}, pour {\displaystyle R} fixé, sous la forme {\displaystyle \Lambda _{R}=e^{ikR}\;}.

On en déduit que la forme générale de la fonction d'onde dans le cas d'un cristal est :
où {\displaystyle u_{k,n}(r)} est périodique avec la période du réseau cristallin.
{\displaystyle \Psi _{k,n}(r)} est appelée l'onde de Bloch.

### Conséquences du théorème de Bloch
Le théorème de Bloch introduit un vecteur d'onde {\displaystyle k}. Il est nommé pseudo-moment de l'électron. Cette quantité remplace le moment {\displaystyle P \over \hbar } de l'électron lorsqu'on passe du problème d'un électron se mouvant dans un milieu continu à celui d'un électron se mouvant dans un potentiel périodique. Ce pseudo-moment n'est pas proportionnel à {\displaystyle P}.
En effet la dérivation {\displaystyle {\hbar  \over i}\nabla ~} introduit un terme supplémentaire {\displaystyle e^{ikr}{\hbar  \over i}\nabla u_{k,n}(r)}.
Ainsi {\displaystyle \Psi _{k,n}} n'est pas un état propre de l'opérateur quantité de mouvement.
D'une façon plus générale, la non-conservation de la quantité de mouvement et la non-pertinence de cette grandeur dans le cadre d'un potentiel périodique d'étendue spatiale infinie peut sembler surprenante. Il faut se rapporter au théorème de Noether pour en comprendre l'origine. En effet le théorème de Noether fait découler directement la conservation de la quantité de mouvement de la symétrie de l'espace en regard des translations infinitésimales. Or le potentiel cristallin introduit une symétrie brisée (translations discrètes au regard des translations infinitésimales) et l'invariant associé n'a plus de raison d'être conservé.

## Représentation de la fonction d'onde sur les zones de Brillouin
Dans l'espace réciproque, c'est-à-dire l'espace des vecteurs d'onde {\displaystyle k}, le vecteur d'onde d'un état de Bloch est défini à un vecteur du réseau réciproque près, en raison de la périodicité du facteur {\displaystyle u_{n,k}(r)} dans le réseau direct.
Conventionnellement, on choisit {\displaystyle k} plus proche du nœud 0 du réseau réciproque que de tout autre nœud. Ce domaine est nommé la première zone de Brillouin, et permet de caractériser entièrement les solutions. La deuxième zone de Brillouin est composée des points du réseau réciproque plus proches des premiers nœuds que du nœud 0 et des deuxièmes nœuds par ordre de distance au nœud 0, et ainsi de suite.
Ainsi pour décrire complètement les états d'un électron, on peut se contenter de faire varier le pseudo-moment {\displaystyle k} dans la première zone de Brillouin, à condition d'admettre que l'énergie est une fonction multiforme du moment, et donc que pour une valeur de {\displaystyle k} correspondent plusieurs valeurs de l'énergie. Des valeurs de l'énergie différentes correspondent à des translations de vecteurs du réseau réciproque différents.
Les branches de la fonction énergie du vecteur {\displaystyle k} auxquelles on peut restreindre l'énergie pour avoir une fonction univoque de {\displaystyle k} sont appelées les bandes d'énergie.
Les intervalles d'énergie pour lesquels il n'existe aucune branche ni aucune valeur de {\displaystyle k} correspondante sont appelés les bandes interdites.

## Les bandes interdites

### Apparition des bandes interdites
Une conséquence du théorème de Bloch est l'apparition des bandes interdites par l'application d'un potentiel cristallin perturbatif (donc arbitrairement faible) sur des électrons libres : c'est le modèle des électrons quasi libres.
Partons d'une fonction d'onde d'électron libre {\displaystyle |k\rangle } et prenons le potentiel cristallin sous la forme :
Constatons d'abord que la perturbation introduite par ce potentiel ne peut pas être dans le cas général une perturbation du premier ordre. En effet, tous les termes de ce potentiel sont oscillatoires et leur moyenne par toute fonction d'onde {\displaystyle K} sur un domaine suffisamment grand est nulle, sauf si les termes oscillatoires se compensent.
On montre facilement que la fonction d'onde prend la forme :
avec :
Remarquons au passage que cette fonction d'onde est bien une onde de Bloch (il suffit de remplacer les kets par leurs formes fonctionnelles).
En posant {\displaystyle E(k)=k^{2}} et vu la nature périodique du potentiel perturbateur {\displaystyle V}, toutes ces contributions sont nulles à l'exception de celles remplissant les conditions de Bragg,
{\displaystyle (k+K_{p})^{2}=k^{2}} ce qui donne comme valeur de {\displaystyle E} :
Donc pour un point {\displaystyle k} à mi-distance de l'origine et d'un premier nœud du réseau réciproque, c’est-à-dire {\displaystyle k=-K_{p}/2}, la condition de Bragg est vérifiée et la valeur de {\displaystyle E} modifiée. Ce point est évidemment sur la frontière de la première zone de Brillouin.

### Forme des fonctions d'onde au voisinage de la frontière de zone
Au voisinage des points {\displaystyle K_{p}/2}, les formules données plus haut divergent, ce qui prouve que l'approche perturbative n'est pas appropriée. En fait la solution est une recombinaison de l'onde de vecteur {\displaystyle K_{p}/2+\delta k} et de l'onde de vecteur {\displaystyle -K_{p}/2+\delta k}.
Le couplage de ces deux niveaux provoque un éclatement de la bande d'énergies au voisinage des points {\displaystyle K_{p}/2} et {\displaystyle -K_{p}/2}. Il en résulte l'ouverture autour des points d'énergie :
d'un intervalle d'énergie qui ne peut être atteint pour aucune valeur de {\displaystyle k}. En effet les énergies au voisinage
de {\displaystyle K_{p}/2} sont fortement éclatées et ne peuvent donc pas être solution de valeurs au voisinage immédiat de {\displaystyle E_{p}}. Quant aux valeurs plus distantes de {\displaystyle k}, la perturbation de l'énergie est trop faible pour la ramener à proximité de la valeur {\displaystyle E_{p}}.